# Lorri
Lorri ou Lori (em armênio/arménio:  Լոռի, [lɔˈri] (escutarⓘ)) é uma das dez províncias da Armênia situada no norte do país e fazendo fronteira com a Geórgia, a sua capital é Vanazor. Além da capital, conta com sete outras cidades (Aquetala, Alaverdi, Xamelul, Espitaque, Estepanavã, Tachir e Tumaniã) e 105 comunidades rurais.

## Demografia
|                  | 1991    | 1993    | 1995    | 1997    | 1999    | 2001    | 2002    | 2003    | 2004    | 2005    | 2006    | 2007    |
| ---------------- | ------- | ------- | ------- | ------- | ------- | ------- | ------- | ------- | ------- | ------- | ------- | ------- |
| População        | 371 800 | 352 500 | 303 300 | 304 300 | 295 100 | 287 000 | 286 300 | 285 000 | 284 500 | 283 900 | 283 400 | 282 700 |
| População urbana | 257 300 | 241 500 | 195 200 | 193 200 | 181 600 | 171 000 | 169 800 | 168 400 | 167 900 | 167 300 | 166 700 | 166 100 |
| Fonte : ArmStat  |         |         |         |         |         |         |         |         |         |         |         |         |